# 野田紗月
野田 紗月（のだ さつき、2000年5月20日 - ）は、日本の女子アーチェリー選手。福岡県北九州市出身。ミキハウス所属。2023年世界アーチェリー選手権銅メダリスト、2022年アジア競技大会銀メダリスト。

## 経歴
2023年世界アーチェリー選手権の女子個人で銅メダルを獲得。パリオリンピック出場枠を獲得し、全日本アーチェリー連盟の方針により日本代表に内定。
2023年10月の2022年アジア競技大会混合リカーブ団体で古川高晴とともに出場し、決勝で韓国ペアに敗れたものの、銀メダルを獲得。
2024年パリオリンピック混合団体で中西絢哉とともに出場し、準々決勝でアメリカ合衆国ペアに敗れた。女子個人は3回戦で敗退。
2024年10月の全日本選手権では、準々決勝で敗れて3連覇を逸した。
2024年12月28日、自身のInstagramにて結婚したことを公表すると共に、苗字が「德川」に変わったことを明らかにした。